# Álex Pina
Álex Pina is een Spaanse televisieproducent, schrijver, maker van series, scenarioschrijver en filmregisseur. Hij werd onder andere bekend met La casa de papel (Money Heist) uit 2017. Eerdere series van hem zijn onder mee Vis a vis (Locked Up), El embarcadero (The Pier) en Los hombres de Paco (Paco's Men). Hij begon zijn carrière als journalist. Tussen 1993 en 1996 werkte hij als scenarioschrijver en redacteur voor Videomedia, totdat hij in 1996 bij het productiebedrijf Globomedia terechtkon. In 1997 begon hij daar als scenarioschrijver in de televisieserie Más que amigos en ontwikkelde zich tot maker en uitvoerend producent. In die rollen werkte hij mee aan iconische Spaanse series zoals Los Serrano, Los hombres de Paco en El barco.
Eind 2016, na de lancering van Vis a vis door Antena 3, verliet Pina Globomedia en richtte hij Vancouver Media op, zijn eigen productiebedrijf. De eerste productie was La Casa de Papel, die op 2 mei 2017 in première ging op Antena 3 met meer dan vier miljoen kijkers. De serie werd wereldwijd gedistribueerd door Netflix en werd het grootste succes uit zijn carrière. Daardoor kon hij bij het streamingplatform een exclusief contract tekenen voor de creatie en productie van nieuwe series.
- Biblioteca Nacional de España: XX1710387
- Bibliothèque nationale de France: cb16530593p (data)
- Catàleg d'autoritats de noms i títols de Catalunya: 981058598040406706
- Gemeinsame Normdatei: 1203114893
- International Standard Name Identifier: 0000 0001 1937 2670
- Library of Congress Control Number: no2007119893
- Nederlandse Thesaurus van Auteursnamen: 426162498
- Réseau des bibliothèques de Suisse occidentale: 02-A023084545
- Système universitaire de documentation: 251464431
- Virtual International Authority File: 87452608
- WorldCat: E39PBJdcwtQGwr8Kj7tHQjH9jC